# Thang-ta
El Thang-ta o huyen lallong es un arte marcial de India basado en armas blancas creado en Manipur. Thang significa espada y  ta significa lanza. Otras armas usadas son el escudo y el  el hacha. 
Está relacionado con el banshay de Birmania. Ambos pueden ser practicados en tres diferentes formas: ritual, demostración y combate. El más temprano registro del thang-ta y su pariente sarit sarak data de comienzos del siglo XVII. Practicado por hombres y mujeres, es visto usualmente a través de demostraciones en programas culturales.